# Cast of Thousands (The Adverts)
Cast of Thousands è il secondo album del gruppo punk inglese The Adverts, pubblicato nel 1979 da RCA Records. L'album presenta una notevole differenza musicale dall'album precedente, e si sposta verso sonorità new wave, grazie all'aggiunta di un tastierista e di alcuni collaboratori di Mike Oldfield.

## Tracce
- Tutte le tracce scritte da T.V. Smith.

1. Cast of Thousands - 5:25
2. The Adverts - 3:06
3. My Place - 2:49
4. Male Assault - 2:26
5. Television's Over - 3:17
6. Fate of Criminals - 3:09
7. Love Songs - 2:27
8. I Surrender - 3:02
9. I Looked at the Sun - 4:15
10. I Will Walk You Home - 4:11

### Bonus track (ristampa 1998)
1. Television's Over - 3:20
2. Back From the Dead - 1:40
3. New Church - 3:01
4. Cast of Thousands - 3:33

### The Ultimate Edition (ristampa 2005)
1. Television's Over - 3:20
2. Back from the Dead - 1:41
3. One Chord Wonders - 2:30
4. Bored Teenagers - 1:53
5. Gary Gilmore's Eyes - 2:17
6. New Boys - 3:20
7. Quickstep - 3:19
8. We Who Wait - 2:04
9. New Church - 2:33
10. Safety in Numbers - 3:22
11. Great British Mistake - 3:33
12. Fate of Criminals - 3:09
13. Television's Over - 3:22
14. Love Songs - 2:35
15. Back from the Dead (Smith, Strange) - 1:39
16. I Surrender - 3:07
17. The Adverts - 3:18
18. I Looked at the Sun - 4:28
19. Cast of Thousands - 4:59
20. I Will Walk You Home - 4:43

## Crediti
- T.V. Smith - voce
- Gaye Advert - basso
- Howard Pickup - chitarra, voce d'accompagnamento
- Rod Latter - batteria
- Tim Cross - tastiere
- Tom Newman - sintetizzatore
- Richard Strange - sintetizzatore
- Dave Thompson - note di copertina